# Taeniura meyeni
La pastinaca a macchie nere (Taeniura meyeni Muller & Henle, 1841) è una pastinaca della famiglia Dasyatidae distribuita nelle acque tropicali del Mar Rosso, dell'Oceano Indiano e dell'Oceano Pacifico. È piuttosto comune sui fondali sabbiosi dai 20 metri di profondità in poi.

## Descrizione

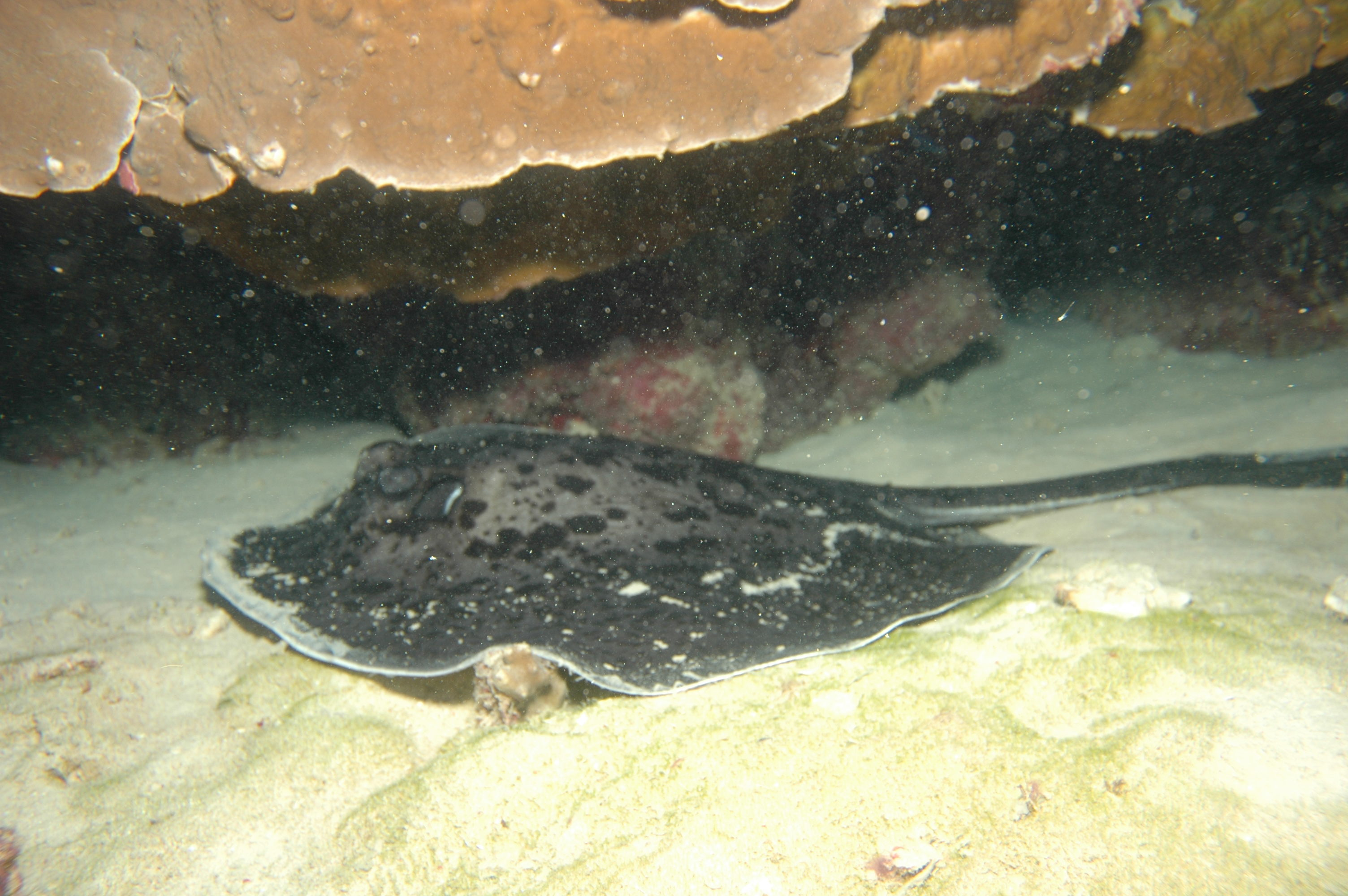
Taeniura meyeni nascosta in una cavità corallina

Gli adulti possono raggiungere i 300 cm di lunghezza ed i 150 kg di peso. Il corpo, di tipica forma discoidale, è molto robusto; gli occhi, piccoli e sommitali, sono seguiti da evidenti spiracoli. Presso la base della coda sono presenti uno o più aculei veleniferi, aventi uno scopo esclusivamente difensivo. Il dorso è di colore grigio scuro, ornato da numerose chiazze nere (da qui il nome comune). Il ventre è bianco.

## Biologia
Si nutre di piccoli pesci bentonici, crostacei e molluschi, che cattura frugando con forza nella sabbia.
È una specie ovovivipara.